# 리처드 몰
리처드 몰(Richard Moll, 1943년 1월 13일~2023년 10월 26일)은 미국의 배우이다.

## 출연 작품
- 광대 케인(2017)
- BFFs(2014)
- 헤밍웨이(2012)
- 최민수의 어쌔씬 코드(2011)
- 스쿠비-두! 커즈 오브 더 레이크 몬스터(2010)
- 러브 앳 퍼스트 히컵(2009)
- 더 키티 랜더스 쇼(2008)
- 크리스마스 별장(2008)
- 헤드리스 호스맨(2007)
- 나이트메어 맨(2006)
- 다이아몬드 제로(2005)
- 엔젤스 위드 엔젤스(2005)
- 엔젤 블레이드(2002)
- 저스티스 리그(2001)
- 콜 미 산타클로스(2001)
- 스파이더 2(2001)
- 무서운 영화 2(2001)
- 에볼루션(2001)
- 플라밍고 드림스(2000)
- 빅 몬스터 온 캠퍼스 (2000, Boltneck)
- 디시 독스(2000)
- 하지만 나는 치어리더예요(1999)
- 붉은 추장의 몸값(1998)
- 꼬마 유령 캐스퍼 3 - 캐스퍼와 웬디(1998)
- 서바이버(1998)
- 미 앤더 갓(1997)
- 페릴(1997)
- 꼬마 유령 캐스퍼 2 - 새로운 모험(1997)
- 배트맨 - 고담의 기사(1997)
- 더 엘리베이터(1996)
- 키드 특공대(1996)
- 글래스 케이지(1996)
- 솔드 아웃(1996)
- 이야기 나라(1995)
- 터미널 포스(1995)
- 현대판 왕자와 거지 (1994, Summertime Switch)
- 신기한 콩나무(1994)
- 고인돌 가족(1994)
- 원초적 무기(1993)
- 사이드 킥(1992)
- 트윈스 특공대(1990)
- 러브 보트(1989)
- 사악한 입맞춤(1989)
- 드림 데이트(1989)
- 못말리는 번디 가족(1987)
- 사랑의 연병장(1986)
- 하우스(1986)
- 메틀스톰(1983)
- 라이어스 문(1982)
- 스워드(1982)
- 쾌걸 매버릭(1981)
- 아메리칸 팝(1981)
- 텍사스여 안녕(1981)

### 텔레비전
- A 특공대 - TV시리즈(1983)
- 닥터 퀸(1993)
- 해저드 마을의 듀크 가족(1979)